# Michele D'Alto
Michele D'Alto, detto Guancialotto (Napoli, 22 ottobre 1950 – Roma, 31 luglio 1982), è stato un criminale italiano noto come membro della Banda della Magliana.

## Biografia
Nato a Napoli e trasferitosi a Ostia da bambino con la famiglia, entrò nel mondo della criminalità sul finire degli anni sessanta, inizialmente come rapinatore e scippatore e all'interno della Banda della Magliana fu dedito prevalentemente alla detenzione e allo spaccio di sostanze stupefacenti, agendo dapprima nel cuore della capitale, dove collaborava, tra gli altri con Paolo Frau, per poi prendere in mano le piazze del litorale romano, attività per la quale divenne molto noto nella zona (era il più noto insieme ad Angelo De Angelis detto er Catena), e venne arrestato più volte
In seguito all'uccisione di Franco Giuseppucci, avvenuta nel 1980, fu uno dei membri che, contrario alla fusione definitiva delle varie batterie, e non particolarmente interessato alla vendetta, decise di non collaborare più con la banda, pur mantenendo l'attività di spaccio in proprio, e continuando a finanziare la banda (come del resto era obbligatorio).

## La morte
Dopo aver comunicato l'intenzione di non dividere più nessun guadagno con l'organizzazione, in seguito anche all'uccisione del suo punto di riferimento Nicolino Selis, il gruppo Magliana-Acilia si mise sulle sue tracce per eliminarlo, e vi riuscì, il 31 luglio 1982.
A tal proposito, il pentito Maurizio Abbatino, uno degli assassini, dichiarò di essere il colpevole, con la collaborazione di Edoardo Toscano,  Roberto Fittirillo e anche il suo vecchio amico Angelo De Angelis, diventato ormai concorrente per quanto riguardava le sostanze stupefacenti:

Il corpo di D'Alto venne rinvenuto dalla polizia il giorno stesso, nella zona di Val Melaina, ed identificato una settimana dopo, ma il delitto rimase irrisolto fino alla confessione di Abbatino del 1992; il processo per la sua uccisione si concluse soltanto nel 2007.